# کاپیتان فراکاس (فیلم ۱۹۱۹)
کاپیتان فراکاس (ایتالیایی: Captain Fracasse) یک درام تاریخی صامت ایتالیایی محصول سال ۱۹۱۹ به کارگردانی ماریو کازرینی است. این نخستین اقتباس سینمایی از رمانی به همین نام نوشته‌شده در سال ۱۸۶۳ توسط تئوفیل گوتیه است.